# Hans Ingi Hedemark
Hans Ingi Emmanuel Hedemark (Christiania, 27 september 1875, aldaar 21 juni 1940) was een Noors operazanger en acteur. Wegens een gebrek aan een geschikte concertzaal en operahuis destijds werden beide beroepen vaak gecombineerd. Zijn stemvoering was tenor
Zijn debuut vond plaats in 1896 in het toneelstuk Irika van Otto Sinding in het Christiania Theater. Hij sloot zich vervolgens aan bij Den Nationale Scene in Bergen. Zijn stem is bewaard gebleven in een aantal opnamen verschenen op 78 toerenplaten onder de namen Hans Hedemark en Ingi Hedemark. Tevens is hij te zien in een aantal films, voornamelijk bekend in Scandinavië.
Hans Hedemark gaf 24 januari 1901 een concert in Bergen met de voorloper van het Bergen filharminiske orkester. Op 17 mei 1912 (17 mei is een Noorse feestdag) was hij te horen in Tivoli (Oslo) op een concertavond waarop ook zangeres Kirsten Flagstad en haar moeder pianiste Marie Flagstad optraden. November 1915 was hij samen met Kirsten Flagstad op een 28-daagse tournee door Noorwegen met Det norske operetteselskap; uitgevoerd werd Die Fledermaus (Flaggermusen, want in het Noors gezongen) .
Hij huwde actrice/sopraan Elise Marie Olsen Heidenstrøm (Marie Hedemark). Het stel kreeg minstens één zoon: Gunvor.

## Opera’s
| Jaar | Opera                    | Rol          |
| ---- | ------------------------ | ------------ |
| 1901 | Den skjønne Helene       | Paris        |
| 1902 | La Boheme                | Rodolpho     |
|      | Villars Dragoner         | Sylvain      |
| 1902 | Postillionen i Longemeau | Postillionen |
| 1903 | Kynthia                  | Agaton       |
| 1904 | Regimentets datter       | Tonio        |

## Films
| Jaar | Filmtitel                 | Rol             |
| ---- | ------------------------- | --------------- |
| 1919 | Historien om en gut       | Båtsmannen      |
| 1919 | Æresgjesten               | Robert          |
| 1918 | Lodsens datter            |                 |
| 1917 | De Forældreløse           | Sam, båtsmannen |
| 1911 | Bondefangeri i Vaterland  | Bonden          |
| 1911 | Fattigdommens forbandelse |                 |
| 1911 | Under forvandlingens lov  | Zanger          |